# Școala Națională Superioară de Mine din Paris
Școala Națională Superioară de Mine din Paris, fondată în 1783, este o universitate tehnică de stat din Paris (Franța).

## Secții
- Master

Domeniu: Inginerie 
- Doctorat

Domeniu: Inginerie Mecanică, Inginerie Civilă, Inginerie Electrică, Automatică, Procesare de semnal, Microelectronică, Nanotehnologie, Acustică, Biotehnologie, Material
- Mastère Spécialisé
- MOOC.

## Absolvent
- Jean-Pierre Dupuy, filozof și discipol al lui René Girard